# Lycaena punctisnigrisremotis
Lycaena punctisnigrisremotis är en fjärilsart som beskrevs av Charles Oberthür 1896. Lycaena punctisnigrisremotis ingår i släktet Lycaena och familjen juvelvingar. Inga underarter finns listade i Catalogue of Life.